# Асмолов Іван Олексндрович
Іван Олександрович Асмолов (1850, Низи, нині Сумська область — 1918, Харків) — український підприємець, селекціонер, меценат. Купець 2-ї гільдії. Почесний громадянин міста Суми.

## Життєпис
Іван Олександрович Асмолов народився 1850 року в селі Низи у родині простих селян.
Спромігся організувати маленьке виробниче підприємство — невеликий завод на хуторі Тополя під Сумами. Виготовляв спеціальне кістяне борошно, необхідне для технологічного процесу на цукроварні. Пізніше Асмолов переніс діяльність на цегельну промисловість. Продукція з клеймом Асмолова здобула визнання в Російській імперії. Її постачали на будівництво залізниці Суми-Бєлгород. Цегла, виготовлена робітниками заводу Асмолова, була настільки високої якості, що її називали «залізняк».
Крім основного роду діяльності Асмолов був управителем та радником у сина Івана Харитоненка, Павла Харитоненка, а також директором-розпорядником Янківського цукрового заводу.
На початку XX століття Іван Олександрович мав у місті Суми та Сумському повіті власні землі, ліси, будинки, цегляний завод, водяний млин, тваринницькі ферми та орендував цукрові заводи. Цікавився досягненнями науки й техніки, захоплювався навколишнім світом, старовиною, особливо нумізматикою.
У Сумах жив по вулиці Троїцькій у власному маєтку, при якому розбив парк з рідкісними та екзотичними рослинами.
Іван Олексндрович Асмолов, разом з дружиною Марією Феоктистівною Лащенковою, займалися благодійністю, особливо допомагали сумським нужденним, були членами «Товариства піклування про бідних».
Після Жовтневого перевороту під час радянсько-української війни будинок Асмолових зайняв один з радянських партійних активістів. Асмоловим залишили всього дві кімнати. Потім Іван Олександрович поїхав у Харків, де мешкав у знайомих, працював істопником. Помер 1918 року в бідності. Починаючи з 1919 року, маєток, господарські будівлі та парк перетворили в притулок для дітей-сиріт. Радянською владою парк Асмолова було частково вирубано, частково занехаяно.